# Sphaerodothis schweinfurthii
Sphaerodothis schweinfurthii är en svampart som beskrevs av Reichert 1921. Sphaerodothis schweinfurthii ingår i släktet Sphaerodothis och familjen Phyllachoraceae.   Inga underarter finns listade i Catalogue of Life.